# Milkias Maekele
Milkias Maekele (Asmara, 4 september 2005) is een Eritrees wielrenner.

## Carrière
In maart 2024 maakte Maekeledeel uit van de Eritrese selectie die de gouden medaille won in de ploegentijdrit tijdens de Afrikaanse Spelen. In mei van dat jaar werd hij vierde in de Grote Prijs van Oran en won hij een etappe in de Ronde van Algerije. In de Grote Prijs van Annaba, die daags na de Ronde van Algerije werd verreden, won hij ook. In oktober werd hij, samen met zijn ploeggenoten, tweede in de ploegentijdrit op het Afrikaanse kampioenschap. Drie dagen later werd hij zesde in de door Henok Mulubrhan gewonnen wegwedstrijd.
In februari 2025 won Maekele de Grote Prijs Sakiet Sidi Youssef. Een dag later ging de Ronde van Algerije van start. Na een derde plaats en vier tweede plaatsen op rij (telkens met Yacine Hamza als winnaar) won Maekele de zesde etappe. Begin april maakte hij de overstap naar het Duitse Bike Aid. Namens die ploeg startte hij die maand in de Ronde van Mersin en de Ronde van Turkije. Eind mei behaalde hij zijn eerste profzege door de openingsrit in de Ronde van Iran te winnen.

## Overwinningen
2024
 Ploegentijdrit op de Afrikaanse Spelen
5e etappe Ronde van Algerije
Grote Prijs van Annaba
2025
Grote Prijs Sakiet Sidi Youssef
6e etappe Ronde van Algerije
1e etappe Ronde van Iran (Azerbeidzjan)
Jongerenklassement Ronde van Iran (Azerbeidzjan)

## Ploegen
- 2025 –  Bike Aid (vanaf 1 april)